# Trididemnum pedunculatum
Trididemnum pedunculatum is een zakpijpensoort uit de familie van de Didemnidae. De wetenschappelijke naam van de soort is voor het eerst geldig gepubliceerd in 1993 door Lafargue, Ramos-Espla, Buencuerpo & Vazquez.